# Thanh Ba
Thanh Ba là một huyện miền núi nằm ở phía tây bắc tỉnh Phú Thọ, Việt Nam.

## Địa lý
Huyện Thanh Ba là một huyện miền núi của tỉnh Phú Thọ, có vị trí địa lý:
- Phía đông giáp huyện Phù Ninh
- Phía tây giáp huyện Cẩm Khê
- Phía nam giáp thị xã Phú Thọ và huyện Tam Nông
- Phía bắc giáp huyện Hạ Hòa và huyện Đoan Hùng.

Huyện Thanh Ba có diện tích 195,0343 km², dân số tháng 12 năm 2019 là 115.758 người và bao gồm các dân tộc: Kinh, Mường, Dao, Cao Lan...

## Hành chính
Huyện Thanh Ba có 19 đơn vị hành chính cấp xã trực thuộc, bao gồm thị trấn Thanh Ba (huyện lỵ) và 18 xã: Chí Tiên, Đại An, Đỗ Sơn, Đỗ Xuyên, Đông Lĩnh, Đông Thành, Đồng Xuân, Hanh Cù, Hoàng Cương, Khải Xuân, Lương Lỗ, Mạn Lạn, Ninh Dân, Quảng Yên, Sơn Cương, Thanh Hà, Vân Lĩnh, Võ Lao.

## Lịch sử
Huyện có từ lâu đời, vốn thuộc phủ Lâm Thao, tỉnh Sơn Tây, được cắt về tỉnh Hưng Hóa năm 1891. Thời kỳ 1903-1968, thuộc tỉnh Phú Thọ. Thời kỳ 1968-1996, thuộc tỉnh Vĩnh Phú.
Ngày 6 tháng 5 năm 1963, sáp nhập xã Khải Xuân thuộc huyện Lâm Thao vào huyện Thanh Ba.
Ngày 31 tháng 8 năm 1965, Bộ Nội vụ ban hành Quyết định số 311-NV thành lập thị trấn Nông trường Vân Lĩnh thuộc huyện Thanh Ba.
Ngày 4 tháng 2 năm 1967, sáp nhập xã Trường Thịnh thuộc huyện Thanh Ba vào thị xã Phú Thọ.
Sau năm 1975, huyện Thanh Ba có thị trấn nông trường Vân Lĩnh và 27 xã: Chí Tiên, Đại An, Đào Giã, Đỗ Sơn, Đỗ Xuyên, Đông Lĩnh, Đông Thành, Đồng Xuân, Hanh Cù, Hoàng Cương, Khải Xuân, Lương Lỗ, Mạn Lạn, Năng Yên, Ninh Dân, Phương Lĩnh, Quảng Nạp, Sơn Cương, Thái Ninh, Thanh Hà, Thanh Minh, Thanh Vân, Thanh Xá, Võ Lao, Vũ Yển, Yển Khê, Yên Nội.
Theo Quyết định số 178-CP ngày 5 tháng 7 năm 1977 của Hội đồng Chính phủ, huyện Thanh Ba sáp nhập với 2 huyện Đoan Hùng và Hạ Hòa thành huyện Sông Lô, riêng xã Thanh Minh được sáp nhập vào thị xã Phú Thọ.
Huyện Sông Lô được chia thành 2 huyện Đoan Hùng và Thanh Hòa theo Quyết định số 377-CP ngày 22 tháng 12 năm 1980 của Hội đồng Chính phủ.
Năm 1987, giải thể thị trấn nông trường Vân Lĩnh.
Ngày 7 tháng 10 năm 1995, huyện Thanh Hòa được tách ra thành 2 huyện Thanh Ba và Hạ Hòa.
Huyện Thanh Ba gồm 26 xã: Chí Tiên, Đại An, Đào Giã, Đỗ Sơn, Đỗ Xuyên, Đông Lĩnh, Đông Thành, Đồng Xuân, Hanh Cù, Hoàng Cương, Khải Xuân, Lương Lỗ, Mạn Lạn, Năng Yên, Ninh Dân, Phương Lĩnh, Quảng Nạp, Sơn Cương, Thái Ninh, Thanh Hà, Thanh Vân, Thanh Xá, Võ Lao, Vũ Yển, Yển Khê, Yên Nội.
Ngày 23 tháng 11 năm 1995, thành lập thị trấn Thanh Ba, thị trấn huyện lỵ huyện Thanh Hòa trên cơ sở giải thể xã Đào Giã và điều chỉnh một phần diện tích, dân số của các xã Đồng Xuân và Ninh Dân.
Từ ngày 6 tháng 11 năm 1996, huyện Thanh Ba thuộc tỉnh Phú Thọ vừa tái lập.
Ngày 19 tháng 1 năm 2009, thành lập xã Vân Lĩnh trên cơ sở điều chỉnh 895,02 ha diện tích tự nhiên và 2.906 nhân khẩu của xã Thanh Vân.
Ngày 17 tháng 12 năm 2019, Ủy ban Thường vụ Quốc hội ban hành Nghị quyết 828/NQ-UBTVQH14 về việc sắp xếp các đơn vị hành chính cấp xã thuộc tỉnh Phú Thọ (nghị quyết có hiệu lực từ ngày 1 tháng 1 năm 2020). Theo đó:
- Sáp nhập 2 xã Yển Khê và Thanh Vân vào xã Hanh Cù
- Sáp nhập 2 xã Phương Lĩnh và Vũ Yển vào xã Mạn Lạn
- Sáp nhập 3 xã Quảng Nạp, Thái Ninh, Năng Yên thành xã Quảng Yên
- Sáp nhập 2 xã Thanh Xá và Yên Nội vào xã Hoàng Cương.

Huyện Thanh Ba có 1 thị trấn và 18 xã như hiện nay.

## Giao thông
Đường bộ có quốc lộ 2, đường cao tốc Nội Bài – Lào Cai và đường cao tốc Tuyên Quang – Phú Thọ đi qua. Đường thủy có sông Hồng chảy qua.

## Làng nghề
Thanh Ba là huyện vùng trung du đồi thấp phía đông tỉnh Phú Thọ. Địa hình cơ bản chia thành hai vùng: đồng bằng ven sông Hồng kéo dài từ suốt từ ga Chí Chủ đến ga Vũ Ẻn trong đó có những đoạn rộng hẹp khác nhau tính từ sông Hồng rất thích hợp với việc trồng nhiều loại cây lương thực ngắn ngày. Phía Đông huyện là địa hình đồi thấp thích hợp trồng cây công nghiệp như chè, cây ăn quả, chăn nuôi... Về làng nghề ngoài làng nghề mây tre đan Đỗ Xuyên trong huyện còn có một số làng nghề trồng và sơ chế chè.